# Присяжнюк Тамара Іванівна
Тамара Іванівна Присяжнюк (29 квітня 1949 р. м. Омськ, РСФСР — 10.07.2010 , м. Київ, Україна) — перша жінка-суддя Верховного Суду України (судова палата у кримінальних справах), кандидат юридичних наук, заслужений юрист України, співавтор Постанов Пленуму Верховного Суду України «Про судову практику в справах про відшкодування моральної (немайнової) шкоди» та « Про практику застосування законодавства, яким передбачені права потерпілих у кримінальному судочинстві», один із авторів коментаря до кримінально-процесуального кодексу України, автор ряду наукових публікацій, переважна частина яких присвячена захисту потерпілих у кримінальному та кримінально-процесуальному праві.
Автор монографії «Потерпілий від злочину: проблеми правового захисту» (2007).
Брала участь від України у зустрічі, організованій Радою Європи щодо вироблення та прийняття проекту Хартії з питань статусу суддів у Європі (Страсбург, 1998), у ряді семінарів та науково-практичних конференцій з проблем кримінального права і процесу, що проходили у США, Англії, Італії, Швейцарії, Франції та інших країнах. Ініціювала процес відміни смертної кари в Україні та внесення правок у Конституцію України у розділ про судочинство.
Нагороджена орденом княгині Ольги ІІІ ступеня, почесними грамотами, нагородами та відзнаками Верховної Ради України, Кабінету Міністрів України, Верховного Суду України, Міністерства внутрішніх справ України.